# Neverland Firsthand: Investigating the Michael Jackson Documentary
Neverland Firsthand: Investigating the Michael Jackson Documentary é um documentário produzido por Liam McEwan e dirigido por Eli Pedraza que explora as alegações de abuso sexual de menor contra o cantor Michael Jackson feitas por Wade Robson e James Safechuck no documentário da HBO Leaving Neverland. O documentário apresenta entrevistas com pessoas descritas como tendo sido omitidas da obra da HBO, que contrariam a versão dos eventos apresentados em Leaving Neverland.

## História
Logo após o lançamento de Leaving Neverland, o sobrinho de Michael Jackson, Taj Jackson, ficou determinado a rebater as acusações feitas contra seu tio. O projeto foi lançado em março de 2019, aproximadamente dois meses após Leaving Neverland. O diretor Liam McEwan contou que a primeira vez que ouviu falar de Robson e Safechuck foi quando eles entraram com ações judiciais que acabaram sendo retiradas do tribunal, levando-o a investigar ainda mais suas reivindicações. McEwan confirmou ainda que a família Jackson não o pagou para criar o filme.

## Sinopse
Neverland Firsthand argumenta que o documentário da HBO, Leaving Neverland, que afirma que Michael Jackson abusou sexualmente de Wade Robson e James Safechuck quando eles eram crianças, é falho. O documentário apresenta o sobrinho de Michael Jackson, Taj Jackson, a sobrinha Brandi Jackson, o detetive particular Scott Ross, o diretor técnico Brad Sundberg e o jornalista investigativo Charles Thomson.
O documentário fornece informações descritas como tendo sido "excluídas da transmissão da HBO", alegando que desacredita as alegações feitas em Leaving Neverland. Sundberg, que trabalhou com Michael Jackson no Rancho Neverland e em outras locações, afirmou em sua entrevista para o filme que nunca viu "uma criança perto de Michael Jackson que parecesse estar angustiada, magoada, abusada". Brandi Jackson abordou especificamente as acusações feitas por Robson, afirmando que ela e Wade Robson já haviam tido um relacionamento e que ela o considerou "um pouco oportunista", posicionando-se para obter ganhos financeiros.
Outro ponto investigado pelo documentário é a afirmação de que as alegações de James Safechuck contra Michael Jackson incluíam material "retirado de um livro de ficção lançado na década de 1990 sobre uma criança sendo molestada por Michael Jackson". McEwan também observou que Safechuck afirmou que Michael queria que ele testemunhasse em seu julgamento em 2005, e Safechuck recusou; McEwan entrevistou um detetive particular que atuou naquele julgamento, que afirmou que Safechuck nunca foi convidado a testemunhar, porque o juiz havia impedido a apresentação de tais provas.

## Cobertura da mídia
Nos primeiros dias de lançamento, Neverland Firsthand ganhou as manchetes internacionais, sendo escolhido pela Vanity Fair, Billboard, Rolling Stone e Cosmopolitan, além de ser apresentado em noticiários na Itália, México, França, Austrália, e África do Sul.